# Гантимур
Гантиму́р — князь эвенкийского или даурского (хамниганского) рода Баягир, предводитель конгломерата родов забайкальских эвенков и дауров в XVII веке.
Родился на реке Нерча, сын Алака Батур-хана (Нарин-хан) — правителя эвенкийских и даурских родов Забайкалья. В середине ХVII века, после переселения эвенков из Верхнего Приамурья и Забайкалья, Гантимур владел территориями вокруг Барги. Имел высокий социальный статус в цинской империи. В 1667 году вместе с родственниками и представителями более 20 родов вышел из-под влияния цинской администрации, приняв российское подданство. В 1684 году Гантимур с сыном Катанаем принял православие в Нерчинске. В 1685 году умер в Нарыме по пути в Москву.

## Этимология имени
Этимология имени Гантимур вызывает дискуссию в научной и научно-популярной среде. Существуют разные варианты интерпретации значения имени, среди которых известны следующие гипотезы: монгольская, монголо-даурская, тюркская, эвенкийская. Из лексического пласта эвенкийского языка имя Гантимур может этимологизироваться во взаимосвязи со значением «лучник», «стрелок из лука». Наиболее точно эвенкийская этимология имени представляется в виде Гантимир — «Сталь (наконечник стрелы), летящая точно в цель», «Стреляющий точно в цель», либо Гантимур, Гантимор — «Крепкий как сталь». В среде эвенков Гантимур имел уважительные прозвища Букули — «Выдающийся» (превосходная степень оценки) и Гантимур Улан — «Красный Гантимур» (от эвенк., монг hулан/улан/ула — «красный», во взаимосвязи с войсковым краснознаменным подразделением, возглавлявшимся им).

## Биография
Гантимур родился в районе современного Нерчинска, где на обширной территории по Шилке и Нерче распространялись исторические права родов «конных тунгусов», так в российских официальных документах вплоть до советского времени именовались потомки князя и его подданных. Роды Баягир и Дуликагир, к которым, согласно генеалогии, принадлежал Гантимур, были связаны в нескольких поколениях с монгольским родом Борджигин и правящими родами маньчжурской династии Цин. При этом в отношении происхождения родов баягир и дуликагир существуют версии эвенкийского и даурского происхождения. Среди оснований эвенкийского происхождения рода называются структура генеалогии рода, сведения документальных источников и описание родового герба Гантимуровых. Российский генеалог А. В. Соломин на основе сравнительной ономастики считал, что предки Гантимура были монголоязычны и находились в родстве с киданьским родом Елюй. Киданьское происхождение также поддерживает Д. Г. Дамдинов.
На основании родственных отношений и высокого социального статуса Гантимур занимал видное место при правящей династии в цинском Китае, как лицо высшего уровня власти имел привилегии и получал ежегодное жалование. После переселения маньчжурами конных тунгусов из Приамурья и восточного Забайкалья в Маньчжурию и на западные границы империи Цин проживал на территории Барги, возглавляя роды конных тунгусов и краснознаменное подразделение 8-знаменной цинской армии. Гантимур был выдающимся предводителем, умелым воином и полководцем, имел 9 жен и более 30 сыновей.
В 1667 г. подразделение маньчжурского войска, возглавляемого Гантимуром было направлено в Прамурье с задачей уничтожения Кумарского острога, однако, Гантимур и другие предводители конных тунгусов принимают решение вернуться на родные земли к Нерчинску и изъявляют желание перейти под российское подданство. Общее число конных тунгусов, принявших российское подданство вместе с Гантимуром и его родственником Бокаем, возглавлявшим род Дуликагир, составило около 7—8 тыс. человек из более 20 родов конных тунгусов. Причиной решения о принятии российского подданства ранние в исторических публикациях называются перспективы «доброго жития», либо обида на несправедливое судебное решение, однако истинной причиной, побудившей конных тунгусов выйти из-под влияния цинской династии является желание остаться на землях предков, что в составе цинского Китая было невозможно.
Переход конных тунгусов Гантимура под подданство России обострил отношения царской России с цинским Китаем, однако, несмотря на многочисленные требования цинских правителей выдать Гантимура, администрация российской империи отвечала отказом. Для этого были обоснованные причины — принятие конными тунгусами российского подданства предоставляло России политические права на освоение обширной территории Забайкалья. Кроме этого, конные тунгусы Гантимура, представлявшие собой многочисленное и умелое войско, отныне выступали защитниками интересов Российской империи.
В 1684 г. в Нерчинске Гантимур вместе со старшим сыном Катанаем принял православие, Гантимуру было дано имя Пётр, Катанаю — Павел. В том же году Гантимур с сыновьями Катанаем и Чекулаем отправились в Москву, но в пути Гантимур скончался и был похоронен в Нарыме. Катанай и Чекулай были с почетом приняты российским правительством — указом от 16 марта 1685 г. Катанай был записан в дворяне по привилегированному «московскому» списку. Он и его потомки получали право именоваться князьями, освобождались от уплаты ясака, им было назначено специальное жалование.
Вклад Гантимура и его потомков в историю развития российского Забайкалья чрезвычайно велик: безвозмездное предоставление России политических прав на огромные территории Забайкалья и Верхнего Приамурья; доблестная защита российских границ конными тунгусами, возглавлявшимися кровными потомками Гантимура на протяжении 200 лет; управление территорией Забайкалья в сложных политических условиях XVIII—XIX вв.; многолетний труд образованных кадров на благо России; защита интересов страны на полях сражений.
Образ Гантимура сохранен в преданиях конных тунгусов, среди которых популярны фольклорные тексты с сюжетами «о 30-пудовом валуне, оставленном Гантимуром», «о фортификационном сооружении — большом земляном вале, возведенном на границе с Китаем», «о Гантимуре — предводителе конных тунгусов» и др..
Родовое дерево Гантимура опубликовано на сайте всемирного генеалогического дерева Geni. Среди потомков — Павел Глоба.